# 三点交雑
三点交雑（三因子交雑、3 factor cross）は遺伝子地図（染色体地図）の作成時などに用いられる、組換え価（組換え頻度）を求める手法のこと。同一染色体上にある3つの遺伝子座について、組換えの起きる確率によって、染色体上における遺伝子が並ぶ順番を決めることができる。 組換え価の算出における古典的な手法である。

## 手順
まず、顕性と潜性をもつある3つの遺伝子座において、その3つの遺伝子座が独立の法則をとることから、3つの遺伝子座は同一染色体上にあるものだと確認する。次に、その3つの遺伝子の顕性ホモ接合体と潜性ホモ接合体を掛け合わせ、ヘテロ接合体（F1）を作成する。このとき、組換えが発生するが、顕性ホモ接合体と潜性ホモ接合体の掛け合わせであるため、表現型は3つの遺伝子それぞれにおいて顕性の表現型となる。続いて、そのヘテロ接合体（F1）に潜性ホモ個体を交雑する（これを検定交雑と呼ぶ。）ことで、F2を作成する。このとき、再び組換えが発生するが、その組換えは検定交雑であるため、表現型には影響しない。他方で、一回目の掛け合わせの時に生じた組換えにより、F2の表現型に影響が生じる。そして、3つの遺伝子座のうちのある2つの遺伝子座に注目したときに、組換えが起こらなかった表現型をもつF2と、組換えが起きた表現型をもつF2の個体数の比から、2つの遺伝子座における組換え価を求める。この組換え価を求める作業を3組行った後、染色体上における遺伝子が並ぶ順番を定める。このとき、二重に組換えを起こしていないかに注意して定める。そして、その組換え頻度から遺伝子地図を作成する。

## 問題点
三点交雑は、通常の乗換えに対応しているものの、特殊な乗換えへの対応や乗換えが起こりやすい場所（ホットスポット）の存在への対応ができない。また、三点交雑で得られる組換え価の正確性には限界がある。なにより、交雑実験が必要であるため、多くの生物ではこの手法をとることができない。こうしたことから三点交雑は今やほとんど用いられておらず、現在では、制限酵素の使用、FISH法などによって正確な遺伝子地図を作成している。